# 真田幸春
真田 幸春（さなだ ゆきはる）は鎌倉時代の海野氏出身者で、家系図上で真田姓の初出となる人物。
浅羽本信州滋野三家系図に登場する海野幸氏の孫（海野幸継の7男）。
他の史料には見られない事から、実在性は不明。また戦国期に登場する真田幸綱（幸隆、真田幸村の祖父）との血統的な繋がりも不明。（詳細は真田氏の起源を参照）

## 経歴
浅羽本信州滋野三家系図によると、真田氏は鎌倉時代に海野氏から分かれた一族。すなわち、源頼朝の御家人である海野幸氏の孫、海野幸継の子に、七男・七郎幸春がおり、真田に住み、真田氏と称したことに始まるとしている。